# Matriu invertible
Donada una matriu quadrada {\displaystyle A} d'ordre {\displaystyle n}, {\displaystyle A\in M_{n\times n}(\mathbb {R} )}, es diu que {\displaystyle A} és invertible (regular o no singular) si existeix una altra matriu {\displaystyle B\in M_{n\times n}(\mathbb {R} )} tal que {\displaystyle A\cdot B=I_{n}} i {\displaystyle B\cdot A=I_{n}}, on {\displaystyle I_{n}} és la matriu identitat d'ordre {\displaystyle n}. En aquest cas, la matriu {\displaystyle B} és única i es denota per {\displaystyle A^{-1}}.
Quan una matriu no és invertible, es diu que és no invertible o singular.
El producte de matrius invertibles és invertible.

## Exemple
Per exemple, les següents matrius {\displaystyle A} i {\displaystyle B} són inverses l'una de l'altra: 
{\displaystyle A={\begin{pmatrix}1&1&1\\0&1&1\\0&0&1\end{pmatrix}}}, {\displaystyle B={\begin{pmatrix}1&-1&0\\0&1&-1\\0&0&1\end{pmatrix}}}.

## Propietats
- La inversa d'una matriu és única.[1]

- La inversa del producte de dues matrius és el producte de les inverses canviant l'ordre:

{\displaystyle \left(A\cdot B\right)^{-1}={B}^{-1}\cdot {A}^{-1}}
- Si la matriu és invertible, també ho és la seva transposada, i la inversa de la transposada és la transposada de la inversa, és a dir:

{\displaystyle \left(A^{T}\right)^{-1}=\left(A^{-1}\right)^{T}}
- La inversa de la inversa d'una matriu {\displaystyle A} és {\displaystyle A}:

{\displaystyle \left((A^{-1})^{-1}\right)=A}
- Una matriu {\displaystyle A} definida sobre els reals és invertible si i només si el seu determinant és diferent de zero. A més a més, la inversa satisfà la igualtat següent:

{\displaystyle {A^{-1}}={1 \over {\begin{vmatrix}A\end{vmatrix}}}\operatorname {adj} (A^{T})\ }
on {\displaystyle {\begin{vmatrix}A\end{vmatrix}}} és el determinant de la matriu A i {\displaystyle \operatorname {adj} {(A)}\ } és la Matriu d'adjunts de A.
- El conjunt de matrius quadrades d'ordre {\displaystyle n} sobre un cos {\displaystyle \mathbf {K} } que admeten inversa, amb el producte de matrius, té una estructura isomorfa al grup lineal {\displaystyle {\text{GL}}(n,\mathbf {K} )} d'ordre {\displaystyle n}. En aquest grup, l'operació inversa és un automorfisme {\displaystyle (\cdot )^{-1}:{\text{GL}}(n,\mathbf {K} )\to {\text{GL}}(n,\mathbf {K} )}.

- No totes les matrius quadrades tenen inversa, només tenen inversa aquelles matrius {\displaystyle A\in M_{n\times n}(\mathbb {R} )} tals que el seu rang sigui {\displaystyle n}, {\displaystyle {\text{rang}}(A)=n}.

- Si una matriu {\displaystyle A} té inversa, aleshores no pot existir una altra matriu {\displaystyle B\neq 0}, quadrada o no, tal que {\displaystyle AB=0}. En efecte:

## Inverses generalitzades
Un concepte relacionat amb el d'inversa d'una matriu és el d'inversa generalitzada o pseudoinversa (i, en particular, la pseudoinversa de Moore-Penrose). Mentre la inversa només es pot calcular per algunes matrius, les inverses generalitzades es poden calcular per a qualsevol matriu.